# Orthodoxes vieux-calendaristes
Les Orthodoxes vieux-calendaristes, aussi appelés Vieux-calendaristes, Vétéro-calendaristes, ou anciens calendaristes (ou en grec moderne : παλαιοημερολογίτες (Palaioēmerologítes)), sont des groupes orthodoxes traditionalistes en rupture avec les Églises orthodoxes principales.
Les Vieux-calendaristes sont en désaccord avec plusieurs Églises orthodoxes sur l'abandon du calendrier julien par ces Églises au profit du calendrier julien révisé. Les Vieux-calendaristes ont rompu la communion avec ces Églises orthodoxes ainsi qu'avec les autres Églises orthodoxes en communion avec ces dernières. Le mouvement vieux-calendariste a débuté en 1924.
Les Vieux-calendaristes utilisent le calendrier julien.

## Origine
Le congrès de Constantinople de 1923 valide le calendrier julien révisé.

## Groupes vieux-calendaristes

### Grecs

Ligne du temps des principales Églises vieilles-calendaristes et vraie-chrétiennes-orthodoxes grecques jusqu'en 2021, en anglais

Églises orthodoxes vieilles-calendaristes de Grèce :
- Églises florinites : ce groupe informel tient son nom de l'évêque Chrysostome de Florina
  - Église des vrais chrétiens orthodoxes de Grèce - Synode chrysostomite
  - Église des vrais chrétiens orthodoxes de Grèce - Synode auxentiite
  - Église des vrais chrétiens orthodoxes de Grèce - Synode lamiaque
  - Saint-Synode de Milan (en)
  - Église des vrais chrétiens orthodoxes de Grèce - Synode du calendrier Patristique
- Églises matthéistes : ce groupe informel tient son nom de l'évêque Mathieu de Vresthène
  - Vraie Église orthodoxe de Grèce - Synode matthéiste
  - Vraie Église orthodoxe de Grèce - Synode grégorien
  - Vraie Église orthodoxe de Grèce - Synode Kirykos
- Église orthodoxe de Grèce - Saint-Synode en résistance (n'existe plus)

### Autre
- Église orthodoxe vieille-calendariste de Roumanie
- Église orthodoxe vieille-calendariste de Bulgarie